# Kostel svaté Kunhuty (Brno)
Kostel svaté Kunhuty se nachází v areálu Vojenské nemocnice v Brně-Zábrdovicích, na území městské části Brno-Židenice. Jedná se o jednu z nejstarších staveb v Brně.
Byl postaven před rokem 1200 jako asi jako vlastnický kostel na dvorci Lva z Klobouk nebo až pro potřebu zakládaného kláštera okolo roku 1200. Ten založil na místě svého dvorce, protože byl bez potomků. Premonstrátský Zábrdovický klášter, kam přišli 1209 mniši ze Strahova, se stal klášterním kostelem. Jeho slavnostní vysvěcení bylo roku 1211 za přítomnosti krále Přemysla Otakara I., markraběte Vladislava Jindřicha, hnězdenského arcibiskupa Jindřicha Kietlitze, pražského biskupa Daniela a olomouckého biskupa Roberta (Kunhuta Lucemburská byla svatořečena roku 1200).
Po dostavbě nedalekého románskogotického kostela asi 1283 (na místě dnešního dnešního barokního kostela Nanebevzetí Panny Marie) byl chrám svaté Kunhuty využíván jako farní kostel, kolem kterého se nacházel hřbitov.
V 70. letech 18. století byl kostel barokizován. Již v 80. letech 18. století ale byl celý klášter zrušen (1784), přilehlý hřbitov zrušen (1784) a kostel odsvěcen (1785). Do budov kláštera byla přestěhována brněnská vojenská nemocnice, zatímco farní funkce byla z kostela svaté Kunhuty přesunuta na původní klášterní kostel Nanebevzetí Panny Marie. Bývalý kostel svaté Kunhuty byl 1786 přepatrován a využíván jako skladiště, po roce 1939 po dalších úpravách interiéru jako kaple a márnice a od 70. let 20. století, kdy proběhly další interiérové změny, jako šatna a skladiště. V letech 2001 a 2002 byl bývalý kostel kompletně zrekonstruován a vznikla v něm lékárna Vojenské nemocnice. Na jižní fasádě bylo odhaleno románské zdivo s dvěma dříve zazděnými románskými okny a opěrnými pilířky pravděpodobně empory.